# Die Stadt der weißen Musiker
Die Stadt der weißen Musiker (kurdischer Originaltitel: Şarî mosîqare sipîyekan; Shari mosiqara spyakan) ist ein  Roman von Bachtyar Ali. Er wurde 2017 auf Deutsch veröffentlicht. Ali schreibt in der Sprache Sorani, einer südöstlichen Variante des Kurdischen, und lebt seit den 1990er Jahren in Deutschland. Für diesen Roman erhielt er 2017 den Nelly-Sachs-Preis der Stadt Dortmund.

## Inhalt
Der Roman beschreibt das Leben des Flötenspielers Dschaladat Kotr. Er wächst in den 1970er Jahren in einer nicht näher bestimmten Stadt auf und bekommt als Kind eine Flöte vermacht. Von Anfang an verzaubert er seine Umwelt mit seiner Musik. Brutale Anschläge begleiten seinen Weg und schließlich versteckt er sich in der "gelben Stadt", einem riesigen Provisorium für Militärs und Prostituierte.
Dort wird ein "Entlern-Lehrer" beauftragt, ihm alle Kunst und alles Talent zu rauben, damit Dschaladat ungefährdet im Lusthaus "Weiße Orange" als Musiker arbeiten kann.
Besondere Beziehungen entstehen zur Prostituierten Dalia (die mit allen Offizieren schläft, um Informationen über ihren verhafteten Freund zu bekommen), zum Arzt und Kunstsammler Musa Babak und zu einem Folterer schlimmster Sorte, Samir.
Samir hat Dschaladat zuvor – berückt von dessen Flötenspiel – das Leben gerettet, Dschaladat führt den Mörder und Verstümmler einem Gericht zu: Zwölf Folteropfer befinden über Schuld und Strafe.
In weiterer Folge ist Dschaladat gelegentlicher Gast in der Stadt der weißen Musiker, einem Sehnsuchtsort: Hier leben die ermordeten kurdischen Künstler, hier gibt es die Kunstwerke, die in der brutalen Wirklichkeit nicht mehr entstehen durften. Es wird deutlich, dass der Protagonist schon länger tot ist und als Mittler zwischen den Welten hin und her reisen kann. Realität und Imagination verschwimmen in diesem Roman auch an anderen Stellen, etwa beim intensiven Orangenduft, den der Folterknecht verbreitet.
Erzählt wird der Roman von Dschaladat selbst als fiktivem Ich-Erzähler in Zusammenarbeit mit einem fiktiven "echten" Romanautor, wobei deren Konflikte um Wahrheit und Schönheit des Textes miterzählt werden.

## Rezeption
Der Roman wurde unterschiedlich bewertet. Während der Deutschlandfunk den Vergleich mit Thomas Manns Doktor Faustus nicht scheut und Die Zeit den Autor als eine Ausnahmeerscheinung sieht, "dessen Ecken, Kanten und erzählerische Verrücktheiten noch von keinem Literaturbetrieb abgeschliffen sind", stellt die Süddeutsche Zeitung fest, dass der Text "leider ein aufgeblähtes Epos geworden" sei.

## Ausgaben
- Bachtyar Ali: Die Stadt der weißen Musiker. Unionsverlag, Zürich 2017, ISBN 9783293005204
- Bachtyar Ali: Die Stadt der weißen Musiker. Unionsverlag, Zürich 2019, ISBN 9783293208261